# Аль-Мансур Біллах
Абу-Тахір Ісмаїл аль-Мансур Біллах (*913 —19 березня 953) — ісмаїлітський халіф у 946—953 роках.

## Життєпис
Походив з династії Фатімідів. Син Мухаммада аль-Ка'їма. Народився у 913 році у місті Раккада (Іфрикія). При народженні отримав ім'я Ісмаїл. Про молоді роки немає достеменних відомостей. Після смерті батька у 946 році успадкував трон, прийнявши ім'я аль-Мансур.
Із самого початку вимушений був боротися з повстанням берберів на чолі з Абу Язідом, якого вдалося перемогти за допомогою племені Зіридів у 947 році. Після цього звів свою резиденцію аль-Мансурія біля міста Кайруан.
Слідом за цим стикнувся з намаганням Візантійської імперії відновити владу над Сицилією. Задля протидії цим намаганням аль-Мансур посилив свій флот та відновив контроль над династією Кальбітів. Усе це дало змогу фатімідському флоту 7 травня 952 року завдати нищівної поразки візантійцям у битві при Джерачі.
Протягом 953 року аль-Мансур готувався до протистояння з Кордовським халіфатом, який вступив у союз з Візантійською імперією. В розпал приготування халіф помер 19 березня того ж року. Владу успадкував його син аль-Муїзз